# Jorman Aguilar
Jorman Israel Aguilar Bustamante, meglio noto come Jorman Aguilar (Panama, 11 settembre 1994), è un calciatore panamense, attaccante dell'Indep. La Chorrera.

## Carriera
Cresciuto nel Rio Abajo, dopo essersi imposto come uno dei migliori talenti del calcio panamense, il 2 marzo 2013 firma un quadriennale con il Parma, che lo cede in prestito prima al Gorica e poi all'Istria 1961. Nel 2014 passa all'Olhanense, facendo ritorno in patria nel successivo mercato invernale, legandosi all'Independiente. Dopo aver trascorso la stagione successiva al Tauro, il 1º luglio 2016 viene nuovamente tesserato dall'Olhanense, disputando un ottimo campionato a livello individuale ma non riuscendo ad evitare la retrocessione del club. Il 14 giugno 2017 firma un triennale con l'Estoril Praia.